# 樫木知子
樫木 知子（かしき ともこ、1982年 - ）は、京都を拠点に活動している画家。芸術家。孤独な女性の夢のような情景を描いた作品が多いことで知られている。

## 概要
京都市生まれ。2006年に、油絵で学士（美術）を取得、2008年に修士（美術）、2011年に絵画の博士号をいずれも京都市立芸術大学で取得した。 

## 経歴
日本画を学んできた樫木の作品は、シュルレアリスムの作品と比較されることもあるが、その「とろけたような」主題と個性的な技法は、樫木が持つ特徴の一つである。
また、東日本大震災など、日本国内の自然災害による社会の不安からの逃避を視覚的に表現した作品も見られる。
2011年、ニューヨークのジャパン・ソサエティーで開催された"BYE BYE KITTY!!! Between Heaven and Hell in Contemporary Japanese Art"展に、15人の現代日本のアーティストと共に参加した。

### 対象
樫木の作品は、平安時代の仏教美術の影響を受けていると言われている。主に女性像を描くが、浮世絵の中心的なテーマである美人画からも影響を受けていると言われている。シワが多い肌など、身体の特定のディテールに対する彼女の関心は、2014年から製作された一連の作品描画に共通している。
これらの人物が置かれている場面は「異世界的な背景」を設定していることが多く、故郷の京都を舞台に感じさせるような雰囲気がある。廊下や柱、窓、コンセントなどは空間情報を提供するが 一見空虚で変化に富んだ平面的な見え方でも 「特定の時間的・地理的な場所を持たない、想像上の、そしてエーテルのような世界」を作り出している。

### スタイル
明確な「私的な美の哲学」に基づいて、絵画を構成する全ての要素を校正している。 「しぐさ、表情、ポーズ、特定の物体、背景、位置、状況、空間〔ママ〕構図、表面の質感、線の太さ、層のつながり、ぼかし具合など」、すべてが彼女の視界に入る。
作品には、水が現わらせた流動的、有機的、官能的な要素が繰り返し登場しますが、それは「生きているという新鮮な感覚」から得たものだと彼女は説明している。夢、欲望、憧れは依然として中心的なモチーフであり、それは「シュールなものへの出血」から始まる。身体や影のある人物は、非現実的で歪んだ体格で表現されているが、これはシュルレアリスムに見られる共通の特徴である。また、彼女の作品に対する設定は、その広大で空虚でありながらも親しみやすい性質を持つシュルレアリスムであると認識されている。

### 技術
アクリル、パステル、色鉛筆など様々な画材を使用する。最近では、木製のパネルに直接絵を描く作品もある。大学院修了後、複雑で儀式的な技法を用いるようになった。最初に鉛筆でスケッチした彼女の作品は、面取りした大きな木の板の上にリネンの布を重ねてアクリル絵具で描かれた。コンポジションは、彼女がパネルの表面に絵を描き、砂をかけ、彫った後、塗り直して、何層にも重ねるように、重なり合い、後退していくファセットで構成されている。この製作工程は、自身の儚い印象、つまり心の中にある感情や記憶の「ちらつき」、儚い風景を物理的に表現したものとして捉えられてきた。このように、樫木の絵画は「彼女の内面の風景の現れ」と考えられてきた。

## 展示

### 個展
- 2006年："Time of Sprouting" - galerie16（京都市東山区）
- 2007年：galerie16（京都市東山区）
- 2008年：MEM（大阪市）
- 2009年：OTA FINE ARTS（東京都港区）
- 2011年：OTA FINE ARTS（東京都港区）
- 2014年：OTA FINE ARTS（シンガポール）
- 2015年: Galerie Nathalie Obadia（英語版）（フランスパリ）
- 2016年："樫木知子 ～Daydream～" -  金沢21世紀美術館（石川県金沢市）[12]
- 2016年：OTA FINE ARTS（東京都港区）

### グループ展
- 2006: Kyoto City University of Arts, Kyoto Municipal Museum of Art, Kyoto – Graduate Degree Show
- 2007: Gallery Natsuka, Tokyo, Japan – Image of Graphic Void
- 2007: Kyoto City University of Arts, Kyoto, Japan – Works Exhibition
- 2007: Kyoto Municipal Museum of Art, Kyoto, Japan
- 2007: Galerie 16, Kyoto, Japan
- 2007: The Museum of Kyoto, Kyoto – Selected Artists in Kyoto – 2007 New Wave
- 2007: Hyogo Prefectural Museum of Art Haradanomori Gallery, Kobe, Japan – Acrylic Art Awards
- 2008: Ota Fine Arts, Tokyo, Japan – When you switch off your mobile, painting starts to talk eloquently
- 2008: Daiwa Press Viewing Room, Hiroshima, Japan – Zegahi-no Kaiga (Painting, Right or Wrong)
- 2008: MEM, Osaka – Love of Painting
- 2008: Kyoto City University of Arts, Kyoto, Japan – Works Exhibition
- 2008: Kyoto Municipal Museum of Art, Kyoto, Japan
- 2009: Takahashi Collection, Hibiya, Japan – Neoneo Part2 [girls]
- 2009: The Ueno Royal Museum, Taito, Japan – VOCA 2009: The Vision of Contemporary Art
- 2009: Kyoto City University of Arts, Kyoto Municipal Museum of Art, Kyoto, Japan – Works Exhibition INTERIM SHOW
- 2010: Kyoto City University of Arts Art Gallery, Kyoto, Japan – Exhibition of the Works of Doctoral Students at KCUA
- 2010: The Niigata Bandaijima Art Museum, Niigata, Japan – Narrative Paintings
- 2010: Hong Kong Convention and Exhibition Centre, Hong Kong – ART HK10 Hong Kong International Art Fair
- 2010: Mori Arts Center Gallery, Tokyo, Japan – G-tokyo 2010
- 2011: Japan Society, New York City – Bye Bye Kitty!!! Between Heaven and Hell in Contemporary Japanese Art
- 2011: Nihonbashi Takashimaya, Tokyo, Japan – ZIPANGU
- 2011: NYK Waterfront Warehouse, BankART Studio NYK, Yokohama, Japan – Yokohama Triennale 2011
- 2015:  Queensland Gallery of Modern Art (QAGOMA), Queensland, Australia – We Can Make Another Future: Japanese Art After 1989
- 2016: Ota Fine Arts, Tokyo, Japan – primal lines
- 2016: Ota Fine Arts, New York City – The Armory Show
- 2016: Galerie Nathalie Obadia, Hong Kong – Art Basel
- 2016: Ota Fine Arts, Shanghai, China – ART021 Shanghai Contemporary Art Fair

### パブリックコレクション
- クイーンズランドアートギャラリー（オーストラリアブリスベン）
- 第一生命ギャラリー
- ミュージアムオブオールドアンドニューアート（オーストラリアタスマニア）
- トヨタアートコレクション

## 受賞
- 2006: 京都市美術館・京都市立芸術大学 – 京都市立芸術大学制作展同窓会賞
- 2007: 京都銀行 – 京都銀行美術研究支援制度選定
- 2007: 日本アクリル美術協会 – アクリル美術大賞　入選
- 2009: VOCA – 奨励賞
- 2011: 京都市立芸術大学 – 梅原猛賞
- 2012: 京都市文化市民局 – 京都市芸術新人賞

## 関連文献
- Chayka (2011年3月17日). “Japan Society's Goodbye to Hello Kitty”. Hyperallergic. 2020年9月26日閲覧。
- Malbert, Roger (2015). Drawing People, The Human Figure in the Contemporary Art. Thames & Hudson. ISBN 978-0-500-29163-4
- Malbert, Roger (April 2015). Drawing People, The Human Figure in the Contemporary Art. D.A.P./Distributed Art Publishers, Inc.. ISBN 978-1-938-92268-8
- “The Work of Tomoko Kashiki”. Juxtapoz (2014年6月30日). 2020年9月26日閲覧。